# هانز بونغارتز
هانز بونغارتز (بالألمانية: Hans Bongartz)‏، من مواليد 3 أكتوبر 1951، لاعب كرة قدم ألماني سابق، ومدرب كرة قدم ألماني سابق.
لعب مع منتخب ألمانيا لكرة القدم.

## مسيرته الكروية
لعب هانز بونغارتز خلال مسيرته الاحترافية مع 4 أندية في أربعة عشر موسمًا وسجل خلالها 79 هدفًا ضمن 420 مباراة. ولم يفز بأي موسم بالكأس أو بالدوري.
خاض هانز بونغارتز مسيرته مع نادي بونر في موسم 1970–71 لمدة موسم واحد، مشاركًا في 23 مباراة سجل خلالها 3 أهداف. ثم انتقل إلى نادي فاتنشايد 09 في موسم 1971–72 واستمر معه طيلة ثلاثة مواسم، حيث شارك في 99 مباراة سجل خلالها 37 هدفًا. لينتقل بعدها إلى نادي شالكه 04 في موسم 1974–75 ليلعب معه أربعة مواسم، مشاركًا في 131 مباراة سجل خلالها 24 هدفًا. ثم انتقل إلى نادي كايزرسلاوترن في موسم 1978–79 ليلعب معه ستة مواسم، مشاركًا في 167 مباراة سجل خلالها 15 هدفًا.

## روابط خارجية
- هانز بونغارتز على موقع ديسكوغز (الإنجليزية)

- هانز بونغارتز على موقع قاعدة بيانات كرة القدم.إي يو (الإنجليزية)
- هانز بونغارتز على موقع بيانات كرة القدم. دي إي (الألمانية)
- هانز بونغارتز على موقع ناشيونال فوتبول تيمز (الإنجليزية)
- هانز بونغارتز على موقع عالم كرة القدم.نت (الإنجليزية)